# جيسوس رودريغيز
جيسوس رودريغيز (بالإسبانية: Jesús Rodríguez) (و. 1955 – م) هو سياسي، وعالم اقتصاد، من الأرجنتين، ولد في كويلمس.

## مناصب
تولى منصب عضو مجلس النواب في الأرجنتين.

## التعليم
تعلم في جامعة بوينس آيرس.